# Ironbridge Gorge Museums

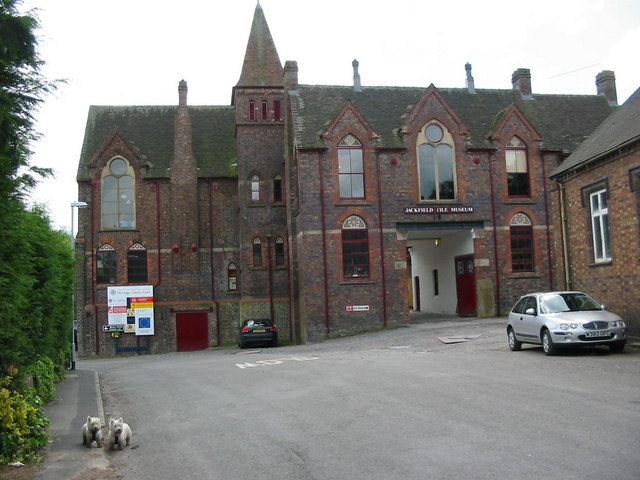
Jackfield Tile Museum.

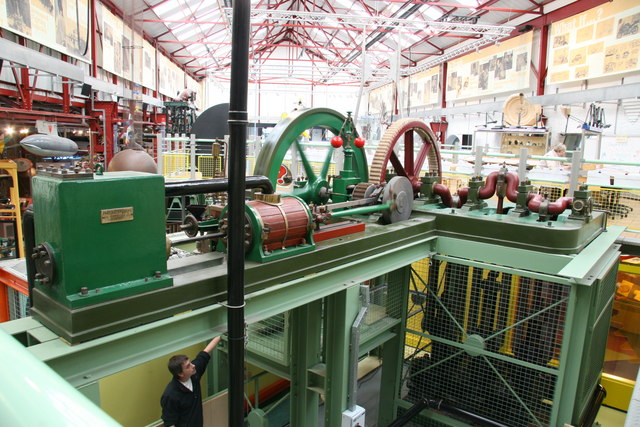
Enginuity Museum

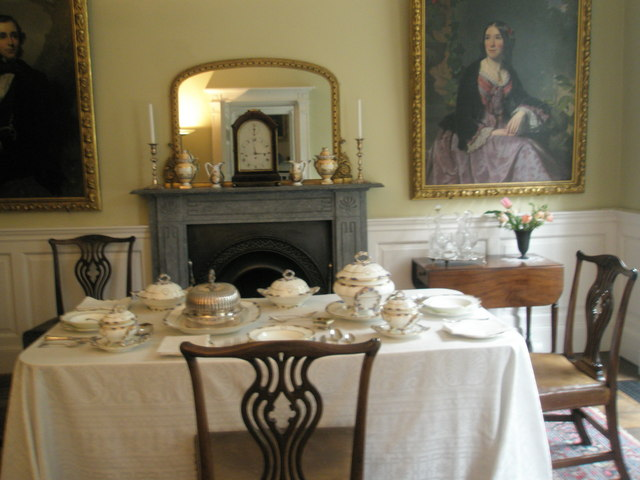
Darby House

Ironbridge Gorge Museums är en grupp på tio museer, som är industriminnen i Ironbridge Gorge i Shropshire, ett område som betecknas som den industriella revolutionens vagga.
Ironbridge Gorge Museum Trust driver museerna och har också ansvar för 35 historiskt intressanta platser i Ironbridge Gorge, i vilken finns ett antal bosättningar av intresse för industrihistorien, inklusive Ironbridge, Coalport och Jackfield längs floden Severn, samt också Coalbrookdale och Broseley. Området är ett världsarv och ingår i nätverket European Route of Industrial Heritage.

## Museerna
De tio museer som drivs av stiftelsen och som tillsammans benämns Ironbridge Gorge Museums är:
1. Blists Hill Victorian Town 52°37′44″N 2°27′04″V / 52.629°N 2.451°V
2. Broseley Pipeworks
3. Coalbrookdale Museum of Iron 52°38′21″N 2°29′35″V / 52.6392°N 2.4930°V
4. Coalport China Museum 52°37′8″N 2°27′4″V / 52.61889°N 2.45111°V
5. Tar Tunnel 52°37′12″N 2°27′9″V / 52.62000°N 2.45250°V
6. Darby Houses
7. Enginuity Museum 52°37′41″N 2°29′06″V / 52.628°N 2.485°V
8. Iron Bridge and Tollhouse 52°37′38″N 2°29′08″V / 52.627245°N 2.485533°V
9. Jackfield Tile Museum 52°37′24″N 2°27′50″V / 52.6233°N 2.4639°V
10. Museum of the Gorge

## Ironbridge Gorge Museum Trust
Stiftelsen grundades 1967 i syfte att bevara och visa den industriella revolutionens vagga i Ironbridge Gorge.
Stiftelsen driver också Ironbridge Institute i Coalbrookdale i samarbete med University of Birmingham med utbildning på post graduate-nivå och yrkeskurser inom kulturarvsfrågor.